# Володимир (патріарх Київський)
Святійший Патріарх Київський і всієї Руси-України Володимир (Васи́ль Омеля́нович Романю́к; 9 грудня 1925, с. Химчин, нині Україна — 14 липня 1995, Київ, Україна) —  український православний релігійний діяч, богослов, патріарх Київський і всієї Руси-України УПЦ Київського Патріархату (1993—1995).
Відповідно до українського законодавства є борцем за незалежність України у ХХ столітті.

## Організація Українських Націоналістів
Народився у селі Химчин в ЗУНР—ЗОУНР, анексованій Польською Республікою (за польським адмінподілом, Косівського повіту, Станіславське воєводство, нині Косівського району Івано-Франківської області, Україна). У молоді роки брав участь у національно-визвольній боротьбі.
Уперше засуджений 19-літнім — за належність до Організації українських націоналістів (ОУН). Восени 1944 засуджений Військовим Трибуналом НКВС Станіславської (нині Івано-Франківської) області до двадцяти років позбавлення волі у виправно-трудових таборах. Термін знизили до 10 років. Покарання відбував у Кустолівській сільськогосподарській колонії № 17 Полтавської області.
|  | У 1944 році мене, сина селян-бідняків, незаконно заарештували у військкоматі. Енкаведисти охарактеризували мене як націоналіста-церковника, і цього було достатньо, щоб мені дали десять років, а моїх родичів заслали до Сибіру, де від непосильної праці та голоду помер мій батько, а малолітнього брата вбили комуністичні карателі тільки за те, що він втік з дому, коли вивозили рідних |

 — згадуватиме патріарх Володимир.
1946 в тюрмі йому ухвалюють другий термін за «антисовєцьку агітацію і пропаганду». Покарання відбував у Магаданській області.
У 1959 році у них народився єдиний син Тарас. Того ж року засланцям дозволили повернутися в Україну.

## Церква
1959 року закінчив Вищі богословські курси в Івано-Франківську, згодом — Московську духовну семінарію.
З 1964 до 1972 — священник у парафіях Івано-Франківської і Коломийської єпархій Російської Православної Церкви.
Десь у цей час хрестив В'ячеслава Чорновола. У зв'язку з арештом історика Валентина Мороза (1 червня 1970 р.) виступив на його захист, унаслідок чого була розпущена церковна громада с. Космач Косівського району, а Романюку заборонили правити службу.
У січні 1972 заарештований, у липні 1972 засуджений за ст. 62 ч. 2 КК УРСР («антирадянська агітація і пропаганда») на 7 років таборів особливо суворого режиму і 3 роки заслання; визнаний особливо небезпечним рецидивістом.
Відбував покарання у таборі ЖХ-389/1-8 (села Сосновка в Мордовії). Брав участь у голодуваннях у дні політв'язня і прав людини, у дні початку репресій в Україні та інших акціях протесту.
|  | І вся моя вина була в тому, що я, священик, чоловік інакомислячий, наважився виступити на захист безвинно репресованого історика В. Мороза. Місцеві партійні бюрократи схарактеризували мене як "небажану особу для соціалістичного суспільства", а потім вже працівники КДБ почали збирати про мене різні сміхотворні чутки... і я названий "особливо небезпечним державним злочинцем". Тобто зрівняли мене з убивцями, диверсантами і насильниками |

 — підсумовує владика.

## Заслання
1 липня 1976 року відмовився від радянського громадянства.
У 1976 під час перебування на засланні задекларував свою приналежність до Української автокефальної православної церкви, звернувся до митрополита Мстислава з заявою про перехід в УАПЦ.
З листопада 1979 — член Української Гельсінської спілки.
У 1984 за самовіддану службу Церкві в Україні єпископ Української православної церкви Америки Андрій нагороджує Романюка вищою священицькою відзнакою — митрою.
У червні 1987 виступає з лекціями перед християнськими українськими і англомовними громадами Канади, США та Великої Британії.
Перебуваючи за кордоном, мав намір прийняти архієрейську хіротонію УАПЦ, але Патріарх Мстислав відмовив йому, призначивши у 1990 році нових осіб.

## Повернення в Україну
Після повернення в Україну 28 квітня 1990 був пострижений у чернецтво і возведений у сан архімандрита з ім'ям Володимир, а наступного дня висвячений у сан єпископа з титулом єпископа Ужгородського і Виноградівського.
Хіротонію очолили: митрополит Галицький і Волинський Іоан (Боднарчук), єпископ Василій (Боднарчук), єпископ Андрій (Абрамчук), єпископ Даниїл (Ковальчук).
Виступав за створення незалежної Української православної церкви з центром у Києві, піднесеної у статус патріархату.
З 1991 очолює місійний відділ Патріархії УАПЦ, виконує обов'язки вікарія Київської єпархії з титулом архієпископ Білоцерківський.

## Українська православна церква Київського патріархату
Був одним із фундаторів УПЦ Київського патріархату (заснована у червні 1992). 17 лютого 1993 року призначений архієпископом Львівським і Сокальським. 11 червня — 21 жовтня 1993 р. — митрополит Чернігівський і Сумський.
Після смерті патріарха Мстислава став місцеблюстителем Патріаршого престолу (14 червня 1993) із возведенням у сан митрополита.
На Всеукраїнському Православному Соборі 21 жовтня 1993 року обраний Патріархом (інтронізований 24 жовтня у Софійському соборі).
Святіший виступав з численними проповідями й статтями на богословські, патріотичні й державницькі теми.

## Конфлікт з Філаретом і смерть
Останні місяці життя Володимир (Романюк) провів в постійній напрузі. Йому регулярно погрожували невідомі. Незадовго до смерті Романюк звернувся в Управління по боротьбі з організованою злочинністю із заявою, в якій просив захисту від свого заступника Філарета (Денисенка). Там же він вказував на зв'язок Філарета з кримінальними кланами Києва і просив допомоги в тому, щоб знайти церковну касу УПЦ, присвоєну Філаретом. 
Патріарх Володимир (Романюк) найближчим часом збирався здійснити комплексну перевірку фінансово-господарської діяльності очолюваної Філаретом Київської єпархії. Він просив керівництво ГУ МВСУ в місті Києві надати допомогу в проведенні перевірки. Особливо Володимира (Романюка) цікавила доля присвоєної Філаретом каси Київського екзархату, в якій, станом на 1990 рік, перебувало близько 3 млрд рублів. На думку Володимира (Романюка), ці гроші були переведені в вільно конвертовану валюту і вкладені на депозитні рахунки в банки за межами України— Доповідна керівництву МВС начальника II-го відділу УБОЗ в Києві майора міліції І. Т. Загребельного 25 липня 1995 р.
Незабаром після цього Романюк помер за загадкових обставин 14 липня 1995 року. В цей день, близько дев'ятнадцяти годин, після якогось телефонного дзвінка патріарх, переодягнувшись у мирський одяг, попрямував зі своєї резиденції в Ботанічний сад Київського університету. Тут, у глибині саду, на одній з лавок, йому була призначена зустріч. На лавці Романюка чекали дві жінки.
Згідно з офіційною версією, Романюку стало погано, жінки, які були присутні при зустрічі, протягом двох годин намагалися його реанімувати, можливо, при масажі серця поламали йому ребра, а також робили йому прямі уколи в серце (що зазначено в акті судмедексперта), проте, коли прибула швидка, «реаніматори» зникли. Це був уже четвертий інфаркт патріарха Володимира: з дев'ятнадцяти місяців свого патріаршества сім він провів у лікарні.
Відразу після смерті Романюка його син Тарас і ряд експертів, серед них Роман Зварич, висловив думку про можливість його насильницької смерті. Однак потім ця тема була поступово закрита.

## Поховання
Помер Володимир від четвертого інфаркту — з дев'ятнадцяти місяців свого патріаршества майже сім провів у лікарні (наслідок 17 років ув'язнення в радянських концтаборах). Згідно з деякими джерелами знайдений мертвим 14 липня 1995 року за нез'ясованих донині обставин.
18 липня 1995 року спроба поховати тіло у Софійському соборі наштовхнулася на опір духовенства УПЦ Московського патріархату та силові дії загонів спеціального призначення МВС України.

Могила Патріарха Володимира

Похований біля брами св. Софії у Києві.
За словами професора Київської богословської академії доктора Дмитра Степовика, цей
|  | "чорний вівторок" назавжди залишиться незмивною плямою гріха на тодішньому політичному керівництві нібито незалежної на той час України |

## Державні нагороди
- Орден «За мужність» I ступеня (8 листопада 2006)[12] — за громадянську мужність, самовідданість у боротьбі за утвердження ідеалів свободи і демократії та з нагоди 30-ї річниці створення Української Громадської Групи сприяння виконанню Гельсінкських угод (посмертно).

## Вшанування пам'яті
- На батьківській землі, яка породила першого патріарха-гуцула, в його рідному селі Хімчині розташований музей-садиба.
- Прикарпаття вшанувало пам'ять українського православного релігійного діяча, богослова, патріарха Київського і всієї Руси-України Володимира Романюка. У день 20-ї річниці від дня його загадкової смерті по відвідинах музею керуючий Коломийською єпархією преосвященний єпископ Коломийський і Косівський Юліан відслужив із благочинними та понад 30 священниками панахиду за упокій душі патріарха Володимира. А згодом про його життєвий шлях як яскравий приклад патріотичного служіння своєму народові розповіли начальник управління культури, національностей та релігій Івано-Франківської ОДА Володимир Федорак, голова Косівської районної ради Михайло Шатрук, перший заступник голови Косівської райдержадміністрації Михайло Павлюк, сільський голова Хімчина Василь Розвадовський.
- У місті Івано-Франківськ є вулиця Патріарха Володимира.
- У селі Космач Івано-Франківської області є вулиця Патріарха Володимира Романюка.
- У місті Снятин є вулиця Патріарха Володимира.
- У Святошинському районі Києва існує вулиця Патріарха Володимира Романюка.
- У селі Хімчин Івано-Франківської області планують встановити пам’ятник Патріарху Володимиру Романюку з нагоди 100-річчя від дня його народження. [13]

## Галерея

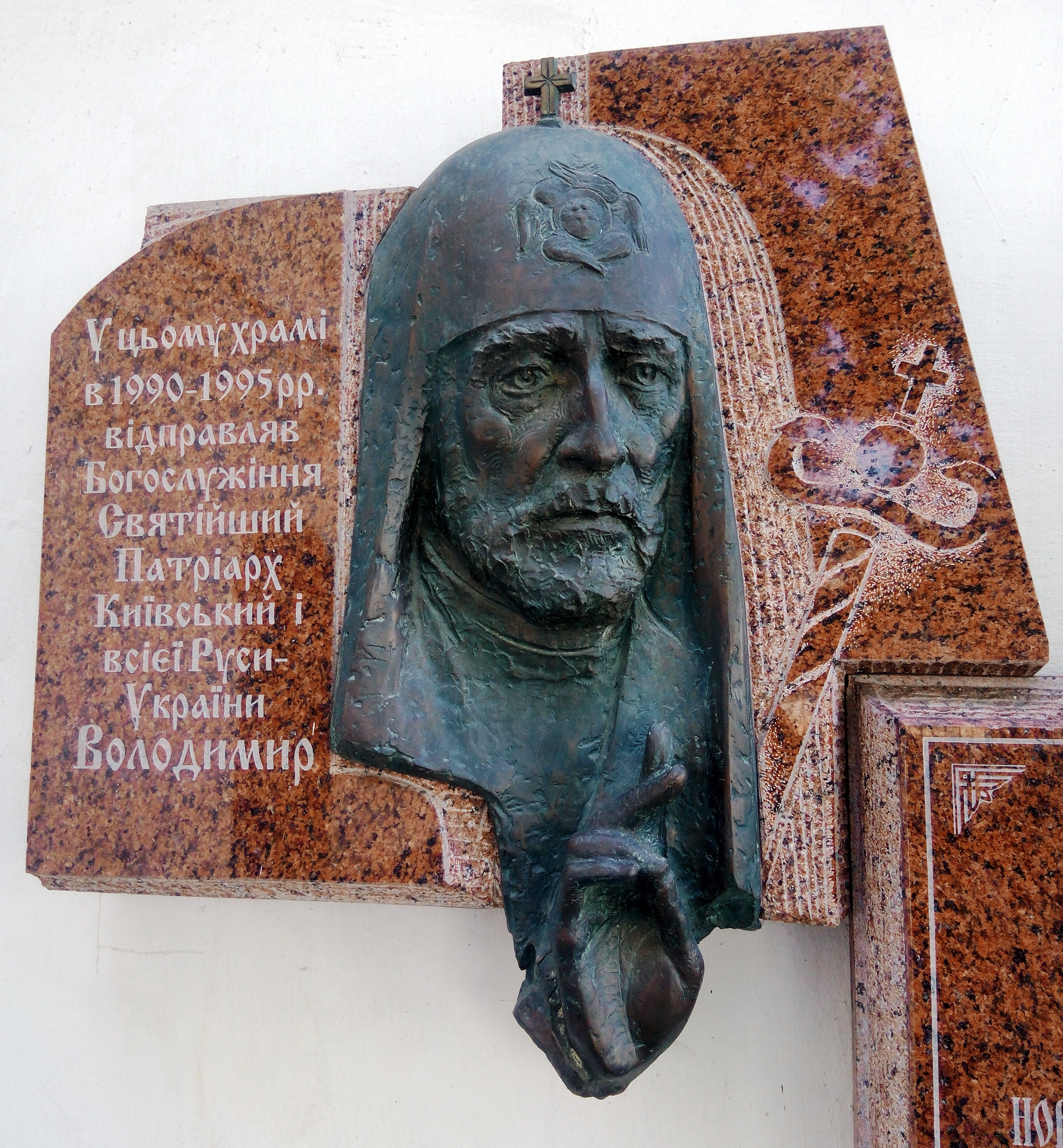
Меморіальна дошка Патріархові Володимиру на фасаді Свято-Покровської Подільської церкви ПЦУ міста Київ